# Denis Diderot
Denis Diderot (Langres, 5 de octubre de 1713-París, 31 de julio de 1784) fue una figura decisiva de la Ilustración como escritor, filósofo y enciclopedista francés.
Reconocido por su empuje intelectual y su erudición, por su espíritu crítico así como su excepcional genio, marcó hitos en la historia de cada uno de los campos en los que participó: sentó las bases del drama burgués en teatro, revolucionó la novela con Jacques le fataliste o La religiosa y el diálogo con La paradoja del comediante, y, por otra parte, creó la crítica a través de sus salones. En conjunto con Jean-Baptiste le Rond d’Alembert alentó, supervisó la redacción, editó y compiló una de las obras culturales más importantes de la centuria: La Encyclopédie ou Dictionnaire raisonné des sciences, des arts et des métiers (La Enciclopedia, o Diccionario razonado de las ciencias, las artes y los oficios), obra magna compuesta por 72 000 artículos, de los cuales unos 6000 fueron aportados por el propio Diderot.
En filosofía, su obra solo en apariencia sería lateral, pues fue citado muy a menudo por Ernst Cassirer en un texto clave, La filosofía de la Ilustración, por su innovación en muchos campos; así sucede en la nueva ciencia de la vida que él presagia desde la mitad de su existencia. De hecho anuncia en su Pensées sur l'interprétation de la nature (1753), libro que se abre con esta ironía:

Joven toma y lee. Si puedes llegar hasta el final de esta obra, no te costará comprender otra mejor. Como me he propuesto no tanto instruirte como ejercitarte, poco me importa que admitas mis ideas o que las rechaces, con tal de que ocupen toda tu atención. Alguien más capacitado te enseñará a conocer las fuerzas de la naturaleza; me bastará con haber puesto las tuyas a prueba. Adiós.

En el centro del pensamiento de Diderot estaba el conflicto —y esto puede ser válido también para otros pensadores del siglo XVIII— entre la razón y la sensibilidad: sens et sensibilité. Para Diderot, la razón se caracterizaba por la búsqueda de conocimientos con fundamento científico y por la verificabilidad de los hechos observados empíricamente, pero sin quedarse estancados en la evaluación meramente cuantitativa de la realidad a través de enunciados matemáticos. Entre los años 1754 y 1765 desarrolló su «teoría de la sensibilidad universal» (sensibilité universelle).
Para Denis Diderot, las ciencias naturales no se distinguirían por buscar un porqué, sino por encontrar soluciones a través de responder al cómo.
En el transcurso de su vida como intelectual, Diderot se dedicó a los más distintos ámbitos de la ciencia; sus intereses abarcaron áreas de la química, de la física, de las matemáticas, así como también, y sobre todo, de la historia natural, la anatomía y la medicina. Por todo ello, Diderot formó parte del espíritu intelectual del siglo XVIII, manteniéndose al tanto y participando activamente de las principales discusiones y formación de teorías en su época.
En cuanto a su posición filosófica, mantuvo una postura materialista no dogmática, actitud especialmente evidente en sus obras posteriores. Aunque Denis Diderot no era un filósofo dedicado a los problemas teóricos fundamentales ni a las reflexiones analíticas sistematizadoras, se le cuenta, sin embargo, entre los autores filosóficos más polifacéticos e innovadores del siglo XVIII.
Debido a sus ideas y publicaciones ilustradas frente al ideario colectivo del Antiguo Régimen, Denis Diderot y sus compañeros de ruta se vieron con frecuencia expuestos a una actitud represiva de parte del poder público. Su experiencia a raíz de su detención en 1749 le llevó a estar vigilante frente a nuevas represiones por parte de las diversas agencias de la censura, aunque algunas personas pertenecientes a los círculos influyentes y dominantes, como p. ej. Mme de Pompadour, la querida de Luis XV, así como también algunos ministros, pero ante todo el jefe de la censura, Censure royale Guillaume-Chrétien de Lamoignon de Malesherbes, clandestinamente le apoyaban a él y a los enciclopedistas.
Por lo anterior, los círculos interesados de su época, que le conocieron exclusivamente por sus publicaciones, solo tuvieron acceso a una reducida selección de sus ensayos, novelas, obras de teatro y principalmente artículos escritos para la Encyclopédie.

## Biografía
Denis Diderot fue el segundo hijo del jansenista maestro cuchillero (maître coutelier) Didier Diderot (14 de septiembre de 1685-3 de junio de 1759) y su esposa Angélica Vigneron (12 de octubre de 1677-1 de octubre de 1748), hija de un curtidor, tanneur. Creció como el hijo mayor de la familia, puesto que su primer hermano falleció al día siguiente de su nacimiento, el 5 de octubre de 1712. Denis tuvo cinco hermanos menores y entre ellos cabe destacar a Didier-Pierre (21 de marzo de 1722-17 de noviembre de 1787), canónigo de Langres (chanoine écrivain de Langres) con quien mantuvo siempre una relación muy conflictiva, y a su hermana Denise (27 de enero de 1715-26 de marzo de 1797), a quien él llamaba Sœurette y con quien mantuvo una estrecha relación durante toda la vida. Otra de sus hermanas, Angélique Diderot, (3 de abril de 1720-1749) se unió a la orden de las ursulinas.

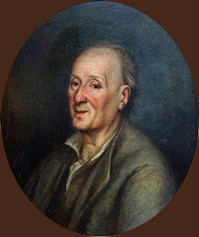
Didier Diderot, padre de Denis Diderot. Pintura de un artista desconocido. Musée d’art et d’histoire de Langres.

Denis Diderot comenzó su educación en el colegio jesuita de Langres, y se convirtió en profesor a los 19 años en el año 1732. 

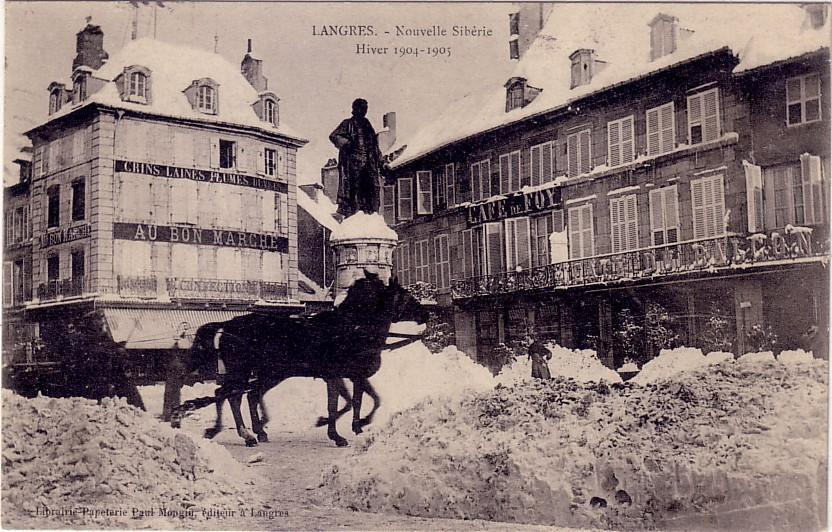
n.º 9 de la place Chambeau o '’n.º 9 de la place dans le centre ville de Langres en el lado derecho en el fondo, la residencia de la familia de Diderot

Se trasladó más tarde a París y estudió leyes en la Sorbonne, en contra de la opinión de su padre, quien quería que su hijo ingresara en el clero. De igual modo, a los 21 años (en 1734) Denis Diderot comentó a su padre que deseaba ser escritor, pero su idea también fue rechazada.
Sin embargo, a mediados de la década de 1740, ya publicaba artículos en distintas revistas y se desenvolvía como traductor independiente en París. En diciembre de 1742 realizó un viaje a Langres con el objetivo de obtener el consentimiento de su padre para casarse con Anne-Antoinette Champion, una costurera de ropa blanca. La autorización era necesaria en esa época, puesto que la mayoría de edad para estos efectos estaba fijada en los treinta años. Mas nuevamente tuvo que enfrentarse al desacuerdo impulsivo de su padre, quien se opuso debido a la clase social a la cual pertenecía la mujer, considerando este enlace inapropiado: Champion tenía poca educación y carecía de dote. Para evitar el matrimonio, su padre acabó enclaustrando a Denis en un monasterio cerca de Troyes, desde donde huyó al año siguiente para casarse con Anne-Antoinette. Sin embargo, a la postre esta unión no fue feliz y Diderot tuvo diversas amantes. En particular, existe amplia documentación epistolar de su relación amorosa con Sophie Volland, que mantuvo por muchos años.
Denis Diderot y Anne-Antoinette Champion tuvieron una hija, Angelique Diderot (quien luego adoptó el apellido Vandeul), siempre muy querida por el escritor. Cuando falleció la hermana monja de Diderot, la opinión de este sobre la religión se vio afectada.
Reconocido por sus obras, fue escogido miembro de la Academia Francesa. No se enriqueció con sus libros, prueba de ello es que tuvo que vender su biblioteca para poder ofrecer una dote a su hija Angelique. Fue Catalina II de Rusia, una activa escritora de cartas a Madame Geoffrin, quien mandó comprar la biblioteca cuando conoció las estrecheces económicas de Diderot gracias a que tenían un amigo en común: Grimm.
En el invierno de 1773, con 60 años, Diderot fue invitado a la corte de San Petersburgo. Allí pasó varios meses como consejero de la zarina, y se han contado anécdotas, nunca contrastadas, sobre sus posibles relaciones.

El viaje de Diderot de París a San Petersburgo en 1773

Pero sí quedan en cambio las Cartas a Sophie_Volland, escritas a su gran amiga a lo largo de muchos años: ese es el testimonio de un gran feminista, defensor de la abolición de la esclavitud y creador de las mayores paradojas de la literatura europea. Eso sí, solo queda una tercera parte de las misivas redactadas y faltan las primeras que escribió.
Diderot murió en París (Francia), ya que se encontraba deteriorada su salud, el 31 de julio de 1784, a los 70 años de edad.

## Escritos
Los primeros trabajos de Diderot incluyen la traducción de la Historia de Grecia de Stanyan (1743). Junto con dos amigos, François-Vincent Toussaint y Marc-Antoine Eidous, tradujo el Diccionario médico de Robert James (1746-1748), y sobre la misma época publicó una libre interpretación de Inquiry Concerning Virtue and Merit de Shaftesbury (1745).
En 1746 escribió su primera obra original: Pensamientos filosóficos (Pensées philosophiques), en donde presenta cierto pensamiento deísta, y presentó un pequeño ensayo sobre la suficiencia de la religión natural.
En 1747 escribió Promenade du sceptique, que plantea tres vías posibles en la actuación humana, y donde critica las extravagancias del catolicismo. Su Carta sobre los ciegos (Lettre sur les aveugles), de 1749, le presentó ya como un original pensador. El inmediato objeto de esa prosa fue el de mostrar la dependencia de las ideas del hombre respecto a sus cinco sentidos.
En la Encylopédie (1751) Diderot reduce su concepto de ciudadanía a la población masculina: los ciudadanos son, por definición, los hombres, que deben cumplir con los deberes que implica la pertenencia a la sociedad y se benefician de sus derechos. Las mujeres, como los niños y los sirvientes, no son ciudadanos por derecho propio, sino solo por su parentesco con quienes sí lo son.
Otras de sus narraciones fue La Religiosa (La Religieuse), en donde critica la vida en los conventos, a través del relato de una monja que ingresa forzada por la familia. Planteada como hecho real, es una novela pujante, cuyo eco polémico duró hasta el siglo XX, cuando fue magníficamente llevada al cine por Jacques Rivette, y prohibida en Francia. Hoy, es un clásico.
En Jacques el fatalista (Jacques le fataliste), de 1796, analiza la psicología del libre albedrío, con un diálogo abierto entre Jacques y su amo.
Con El hijo natural (Le fils naturel), da una bella pieza teatral, donde se manifiestan tranquilamente los sentimientos. Su La paradoja del comediante (Le paradoxe du comedien), establecida en 1830 con una copia de Petrogrado, es una de sus piezas más polémicas y ricas especulativamente: trata de la ficción y la realidad, a través del mundo del teatro y su vuelta a plantear paradojas, que tienen peso en su estética.
Finalmente, El sobrino de Rameau (Le neveu de Rameau), que fue traducida por Goethe, es un raro diálogo con un personaje real de la época, que le sirve para criticar la sociedad y mostrar las complejidades de la mente, algo que fue destacado por Hegel.
Además, publicó varias críticas de arte en sus Essais sur la peinture, alabadas por Goethe, y en Salones, un diario en donde publicaba sus críticas de las exposiciones artísticas. Sus importantes críticas de arte aparecieron en Salons y siguen siendo una referencia sobre la estética del siglo XVIII.
Tardíamente, fue comentando extensamente la Histoire philosophique et politique des deux Indes, de Raynal (empezada 1781), donde hacía una alegato contra el colonialismo y señalaba la importancia de las civilizaciones no europeas para la cultura europea; hoy se lee a Raynal con los comentarios de Diderot, un tercio del libro, que el primero adjuntó en sucesivas ediciones.

### Enciclopedia

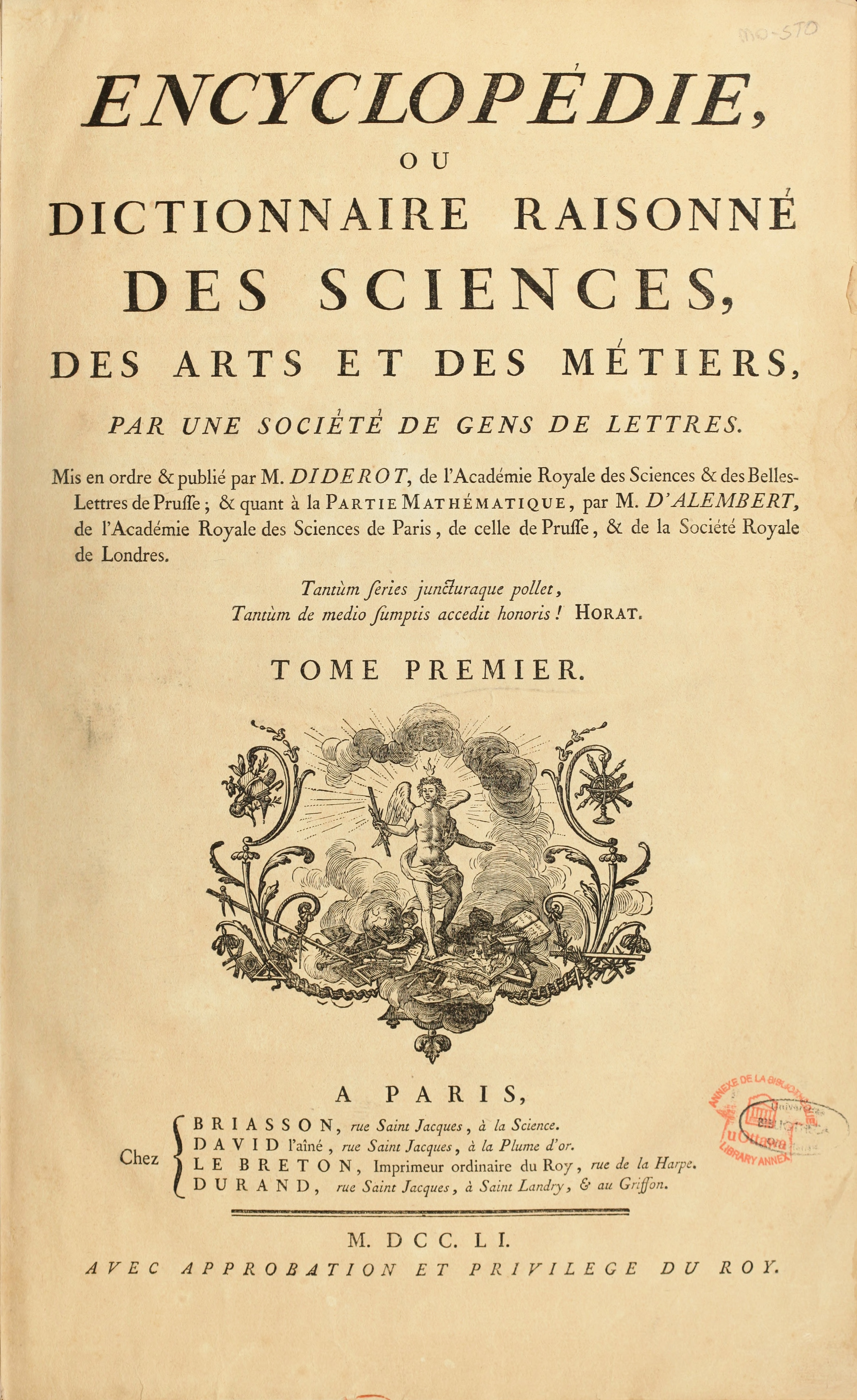
Portada de la Encyclopédie

El editor francés André Le Breton, librero de éxito y especialista en la traducción de obras inglesas, obtiene en 1745 una licencia para efectuar una traducción al francés de la enciclopedia de Ephraim Chambers, Cyclopædia: or, An Universal Dictionary of Arts and Sciences. Le Breton elige en principio para dirigir el proyecto a John Mills, un inglés residente en Francia, y al abate Jean-Paul de Gua de Malves, pero por diferentes razones abandonaron el proyecto. En 1747 Le Breton le encarga el trabajo a Diderot y Jean Le Rond d'Alembert. Sin embargo, Diderot lo convence para ampliar la perspectiva y en lugar de traducir el texto original, realizar una obra nueva, con lo que se da inicio a la monumental elaboración editorial de la Encyclopédie.
Los editores debieron reunir un capital mucho mayor que el inicialmente planificado para el proyecto y un vasto equipo de autores, que entre 1751 y 1772 se fue completando con participaciones de escritores como Voltaire, Montesquieu, Jean-Jacques Rousseau y Adam Smith, así como decenas de sabios en los distintos campos, que hicieron una especial 'manufactura' de conocimientos.
Diderot escribió más de cinco mil entradas de la enciclopedia en áreas tales como economía, artes mecánicas, filosofía, política y religión entre otras. Por ejemplo, Diderot es el autor de la entrada sobre "enciclopedia" en el tomo 5. Esta es la definición de Diderot:

ENCICLOPEDIA, (Filosof.) [Filosofía] Diderot (tomo 5, página 635)

- Enciclopedia, n. f. (Filosof.) Esta palabra significa encadenamiento de conocimientos. Esta compuesta de la preposición en griego ἐν, ‘en’, y de los nombres κύκλος ‘círculo’ y παιδεία ‘conocimiento’.

En efecto, el objetivo de una Enciclopedia es reunir los conocimientos dispersos, de mostrar el sistema general a los hombres con los que vivimos, y transmitirlos a los hombres que vendrán después de nosotros; de manera que las obras de los siglos pasados no sean obras inútiles para los siglos sucesivos; que nuestros nietos, al ser más instruidos, sean al mismo tiempo más virtuosos y más felices, y que nosotros no desaparezcamos sin haber aportado al género humano.

En estos veinte años se produjeron muchos desaires en contra de la obra, ya que hubo deserciones de amigos que ayudaban a Diderot, polémicas entre las clases aristocráticas, así como persecución y rechazo por parte de la Iglesia, que produjo censura y desavenencias entre Diderot y D’Alembert. Además, en 1759, el Consejo del rey suprimió los diez primeros volúmenes, pero Diderot siguió elaborando la enciclopedia en secreto, y la concluyó al fin en los setenta.
La obra consta de 17 volúmenes de artículos más otros 11 de planchas; suma unas 18 000 páginas de texto. Comprende 44 632 artículos principales (aunque en conjunto hay 76 242 partes identificadas).

### Jacques el fatalista
Jacques preguntó a su amo si no había advertido que, por grande que fuera la miseria de la gente pobre, sin tener pan para ellos, todos tenían perro… De donde concluyó que todo hombre quería mandar a otro; y que al hallarse el animal en la sociedad inmediatamente debajo de la clase de los últimos ciudadanos mandado por todas las demás clases, aquéllos tomaban a un animal para poder mandar también a alguien… Cada cual tiene su perro. El ministro es el perro del rey, el primer funcionario es el perro del ministro…

Terminó de escribir Jacques el fatalista en 1773; sin embargo, esta obra no se publicaría hasta 1796, habiendo muerto ya Diderot. Está considerada una de las novelas más importantes de la literatura francesa del siglo XVIII. Es un anticipo de un tipo de novela moderna, donde se produce una ruptura con el género novelesco que se había seguido hasta ese momento. Daba mayor protagonismo al determinista criado Jacques que al amo pasivo y letárgico a pesar de su creencia en el libre albedrío. Diderot, en tono irónico, no pasa por alto la hipocresía y la corrupción de las clases privilegidas, incluida la eclesiástica.

¿Cuál es en vuestra opinión el motivo que atrae a las ejecuciones públicas? ¿La inhumanidad? Os equivocáis: el pueblo no es inhumano; a ese desgraciado en torno a cuyo cadalso se agolpa, lo arrancaría de las manos de la justicia si pudiera. Va a buscar a la plaza de Grève una escena que pueda contar a su regreso al arrabal, ésa u otra, le da igual mientras tenga un papel, junte a su vecinos y se haga escuchar de ellos. Dad en el bulevar una fiesta divertida y veréis que la plaza de las ejecuciones está vacía. El pueblo está ávido de espectáculos y acude a ellos porque se divierte cuando los disfruta y se divierte también cuando los cuenta a su regreso.

Es una de sus obras capitales, una novela de las más sorprendentes de la historia del género; está llena de digresiones y anécdotas, en un relato que tiene que ver con la picaresca o el Quijote, así como con las dos novelas de Laurence Sterne, Tristram Shandy y Viaje sentimental, en las que injerta su escrito, que gira en torno al destino, al principio y al final del texto, dice Jean Starobinski. Es una novela muy entretenida a la vez que ambigua, pues es absolutamente moderna para Raymond Trousson: es «una obra experimental sobre los límites y las posibilidades de lo novelesco».

## Ecos
Diderot, desconocido como autor individual entre sus contemporáneos, polémico con Rousseau y D'Alembert, ciudadano al margen de las convenciones sociales y muerto en 1784, era poco recordado en la Revolución Francesa. Tuvo que esperar hasta Goethe, Hegel (quien le utilizó en la Fenomenología del espíritu) y los románticos para su difusión en el extranjero.
Desde la conclusión del s. XIX y a lo largo de la centuria siguiente, sobre todo, prosigue su actualización. Es más, a mediados del siglo XX, el romanista Herbert Dieckmann encontró además un conjunto muy amplio de manuscritos originales de Diderot —los llamados Fondos Vandeul (Fonds Vandeul)—, por lo que aumentó hondamente el interés por Diderot. El resultado de su indagación lo resumió en 1951 con su Inventaire.
Grandes figuras de la crítica han escrito desde entonces sobre este enciclopedista, y le han acreditado ya como figura capital del siglo XVIII europeo, tal como es hoy considerado. Así sucede con Franco Venturi, Herbert Dieckmann, Arthur M. Wilson, Jacques Proust, Yvon Belaval, Yves Benot, o con Jean Starobinski, que dio al fin en 2012 su esperado libro sobre el autor, y que resume décadas de dedicación a esa figura: Diderot, un diable de ramage.
La gran biografía del pensador y escritor fue concluida por el estadounidense Arthur M. Wilson, Diderot, en 1972, que sigue siendo una obra clásica por su amplitud de miras y su exactitud. Una nueva biografía extensa ha aparecido en 2013: Diderot, le combattant de la liberté, de Gerhardt Stenger.
Existe una revista, creada de finales del siglo XX y dedicada a su obra, Recherches sur Diderot et sur l'Enciclopédie, que está editada en París; se suma a los ya clásicos Diderot Studies, y sigue en activo publicada por la Société Diderot.
El subtítulo de una monografía colectiva de 2013 es «Diderot, un joven de 300 años», con motivo del tricentenario de su nacimiento.

## Eponimia
- El cráter lunar Diderot lleva este nombre en su honor.

## Ediciones
Del siglo XIX son las Œuvres complètes compiladas por Jules Assezat (1832-1876) y Maurice Tourneux (1849-1917), que se hallan en la red y que no son completas en absoluto.
Con los grandes hallazgos de Herbert Dieckmann se inició en 1975 una nueva edición definitiva —y más importante— de su obra (la denominada DPV, por sus compiladores Herbert Dieckmann, Jacques Proust y Jean Varloot) que ha continuado durante muchos años: está a punto de concluir, con 33 volúmenes. El volumen 28 se publicó en noviembre de 2013.
Antes, salió la edición de Robert Lewinter (Club Français du Livre, 1969-1975), Œuvres complètes, en 15 vols.; y luego la muy popular de Laurent Versini (Laffont, 1994-1997), Œuvres en 5 gruesos tomos, accesibles. La edición de sus Œuvres en la Pléiade de su obra sigue su curso hoy bajo la dirección de Michel Delon.

## Obras
- Essai sur le mérite et la vertu, escrito por Shaftesbury y traducido al francés y anotado por Diderot (1745)
- Pensées philosophiques, ensayo (1746)
- La promenade du sceptique (1747)
- Les bijoux indiscrets, novela (1748)
- Lettre sur les aveugles à l'usage de ceux qui voient (1749)
- Encyclopédie ou Dictionnaire raisonné des sciences, des arts et des métiers (1751-1772)
- Lettre sur les sourds et muets (1751)
- Pensées sur l'interprétation de la nature, ensayo (1751)
- Le fils naturel (1757)
- Entretiens sur le Fils naturel (1757)
- Discours sur la poesie dramatique (1758)
- Salons, críticas de arte (1759-1781)
- La Religieuse, novela (1760)
- Le neveu de Rameau, diálogo (c.1761)
- Lettre sur le commerce de la librairie (1763), ensayo
- Mystification ou l’histoire des portraits (1768)
- Entretien entre D'Alembert et Diderot (1769)
- Le rêve de D'Alembert, diálogo (1769)
- Suite de l'entretien entre D'Alembert et Diderot (1769)
- Paradoxe sur le comédien (c.1769)
- Apologie de l'abbé Galiani (1770)
- Principes philosophiques sur la matière et le mouvement, ensayo (1770)
- Entretien d'un père avec ses enfants (1771)
- Jacques le fataliste et son maître, novela corta (1771-1778)
- Supplément au voyage de Bougainville (1772)
- Histoire philosophique et politique des deux Indes, en colaboración con Raynal (1772-1781)
- Voyage en Hollande (1773)
- Éléments de physiologie (1773-1774)
- Réfutation d'Helvétius (1774)
- Observations sur le Nakaz (1774)
- Essai sur les règnes de Claude et de Néron (1778)
- Lettre apologétique de l'abbé Raynal à Monsieur Grimm (1781)
- Aux insurgents d'Amérique (1782)
- Salons

## Traducciones
- La paradoja del comediante, traducción de Ricardo Baeza, Premià editorial, Colección La nave de los locos, México, 1989.
- El sueño de d'Alembert; y suplemento al viaje de Bougainville, CSIC, 1992. ISBN 978-84-7444-583-1
- Sobre la interpretación de la naturaleza, Anthropos, 1992 ISBN 978-84-7658-327-2
- Escritos sobre arte, Siruela, 1994 ISBN 978-84-7844-211-9
- La paradoja del comediante, García Verdugo, 1995 ISBN 978-84-86217-76-1
- El sueño de d'Alembert, Compañía, 1996, ISBN 978-84-8213-037-8
- Bougainville Viaje a Tahití, seguido de Diderot, Suplemento al viaje de Bougainville o Diálogo entre a y b, Olañeta, 1999 ISBN 978-84-7651-783-3
- Los dijes indiscretos, Barataria, 2001 ISBN 978-84-95764-00-3
- La Enciclopedia: selección de artículos políticos, Tecnos, 2002 ISBN 978-84-309-1254-4
- Carta sobre los ciegos seguida de carta sobre los sordomudos, Pre-Textos, 2002 ISBN 978-84-8191-497-9
- Escritos filosóficos, RBA, 2002 ISBN 978-84-473-2516-0
- Paradoja sobre el comediante; Cartas a dos actrices, Valdemar, 2003 ISBN 978-84-7702-456-9
- Salón de 1767, Machado, 2003 ISBN 978-84-7774-633-1
- Mente y cuerpo en la Enciclopedia, Asociación Española de Neuropsiquiatría, 2005 ISBN 978-84-95287-25-0
- Arte, gusto y estética en la Encyclopédie, Diputació de València, 2005 ISBN 978-84-7795-380-7
- El hijo natural: conversaciones sobre el hijo natural, Asociación de Directores de Escena, 2008, ISBN 978-84-95576-91-0
- Jacques el fatalista, Alfaguara, 2010 ISBN 978-84-204-8940-7 y Punto de Lectura, 2008 ISBN 978-84-663-2211-9
- El padre de familia. De la poesía dramática, Asociación de Directores de Escena, 2009 ISBN 978-84-92639-02-1
- Cuentos, El lago, 2009 ISBN 978-84-96720-82-4
- Carta sobre los ciegos para uso de los que ven, traducción de Nicolás Rodríguez Galvis, prólogo de Antonio García Ángel, Libro al viento, 2015
- Suplemento al viaje de Bougainville: o diálogo entre A y B acerca del inconveniente de añadir ideas morales a ciertos actos físicos que no las comportan, Sd·edicions, 2013 ISBN 978-84-941163-6-0
- Carta sobre el comercio de libros, Seix Barral, 2013 ISBN 978-84-322-1482-0
- Pensamientos filosóficos: el combate por la libertad, Proteus, 2012 ISBN 978-84-15047-93-3 [Archivo de Internet]
- Tratado de la barbarie de los pueblos civilizados, traducción de Palmira Feixas, Pasado & Presente, 2011 ISBN 978-84-939143-2-5
- La monja, Adesiara, 2010 ISBN 978-84-92405-17-6; La religiosa, Verticales, 2008 ISBN 978-84-92421-53-4
- Cartas a Sophie Volland, Acantilado, 2010 ISBN 978-84-92649-60-0
- Pensamientos filosóficos: el combate por la libertad, Proteus, 2009 ISBN 978-84-936999-5-6

### Tesis doctorales
- Gómez Martínez, Francisco Javier. Ironía y libertad: Denis Diderot y la novela moderna: Jacques el fatalista en la herencia cervantina Archivado el 19 de enero de 2012 en Wayback Machine.. Universidad Complutense de Madrid-Servicio de Publicaciones. ISBN 978-84-669-1869-5
- Alcoberro, Ramon. Diderot i la construcció del subjecte moral (en catalán)